# Parque de la Constitución (Ceutí)
El parque de la Constitución, creado en 1986, es un parque público y municipal, con una superficie de más de una hectárea, situado en el municipio de Ceutí (Murcia).

## Historia
El terreno sobre el que se construyó el parque en 1986 comenzó siendo ocupado por el cementerio municipal, primera edificación de dicho terreno. Posteriormente, el cementerio fue trasladado a donde se encuentra actualmente, en la pedanía de Los Torraos. Tras esto, se construyó un campo de fútbol que finalmente sería reemplazado por el parque actual. El parque ha sufrido numerosas reformas, la última de ellas realizada en 2015. Al principio, el parque contaba con un lago, con dos pasarelas encima, en el que había patos y otras aves (motivo por el cual en el municipio se conoce también a este parque como parque de los Patos. Alrededor del lago, había jaulas que contenían numerosa cantidad de aves (tucanes, periquitos, cacatúas, etc.). El lago fue cubierto por tierra creando un jardín, desapareciendo así su fauna. Las jaulas también fueron eliminadas.

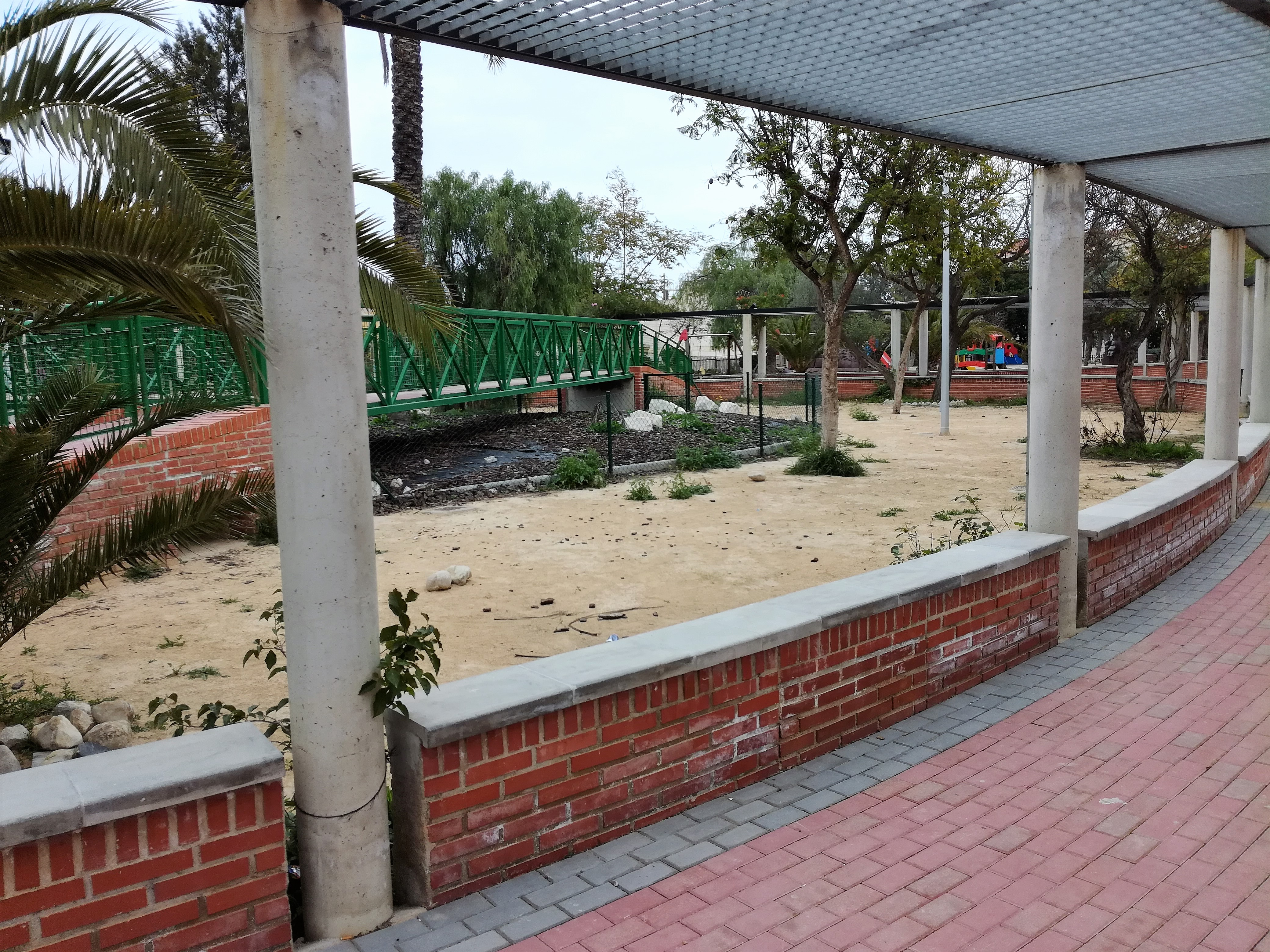
Pasarelas cruzando lo que solía ser el lago antes de ser convertido en un parque

## Características
El parque cuenta con una dimensión de 10 752 m2 aproximadamente, poco más de una hectárea. Tiene 5 entradas, debido a que el parque está vallado y cuenta con horario. La última reforma comenzó en octubre de 2015 y tuvo una duración de 2 meses, finalizando en diciembre. Las reformas consistieron en la realización de un jardín de rocalla, la reparación y pintado de juegos infantiles, el arreglo de las pavimentaciones y del entorno del escenario.

## Áreas
El parque cuenta con varias áreas bien diferenciadas. En la primera encontramos un parque infantil dotado con columpios y toboganes, y bancos para el descanso. En esta zona encontramos una escultura realizada por José Molera Jiménez llamada Homenaje al niño, inaugurada el 23 de febrero de 2003. En la segunda encontramos la zona donde se encontraban el lago y la fauna, actualmente un jardín con pasarelas sobre él. En la tercera encontramos una gran plaza con un escenario, en cuyo sótano se inició un proyecto de espacio de ocio para jóvenes. Por último, junto a la plaza del escenario encontramos un bar llamado El chiringuito.

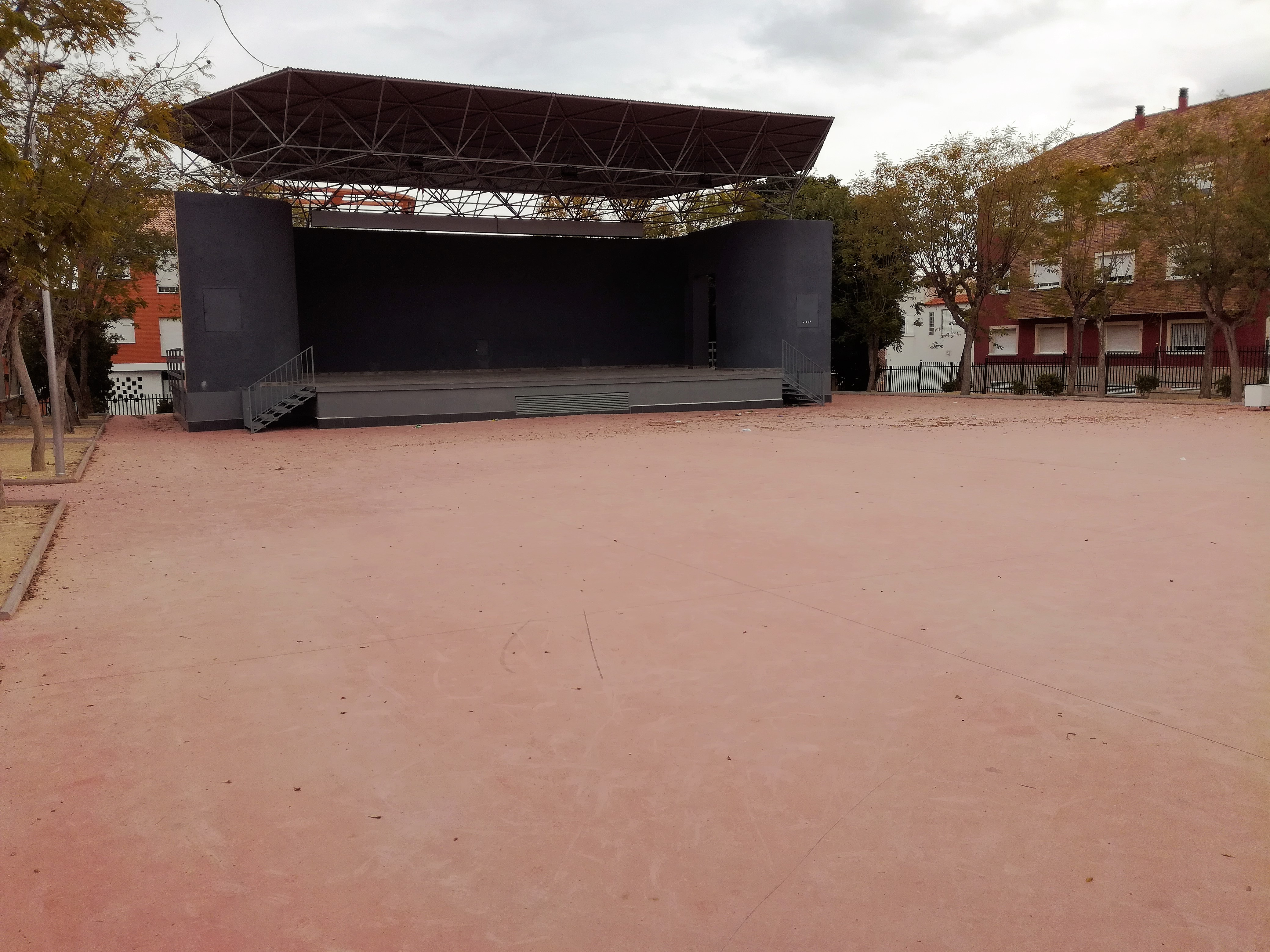
Escenario del parque donde se realizan multitud de eventos

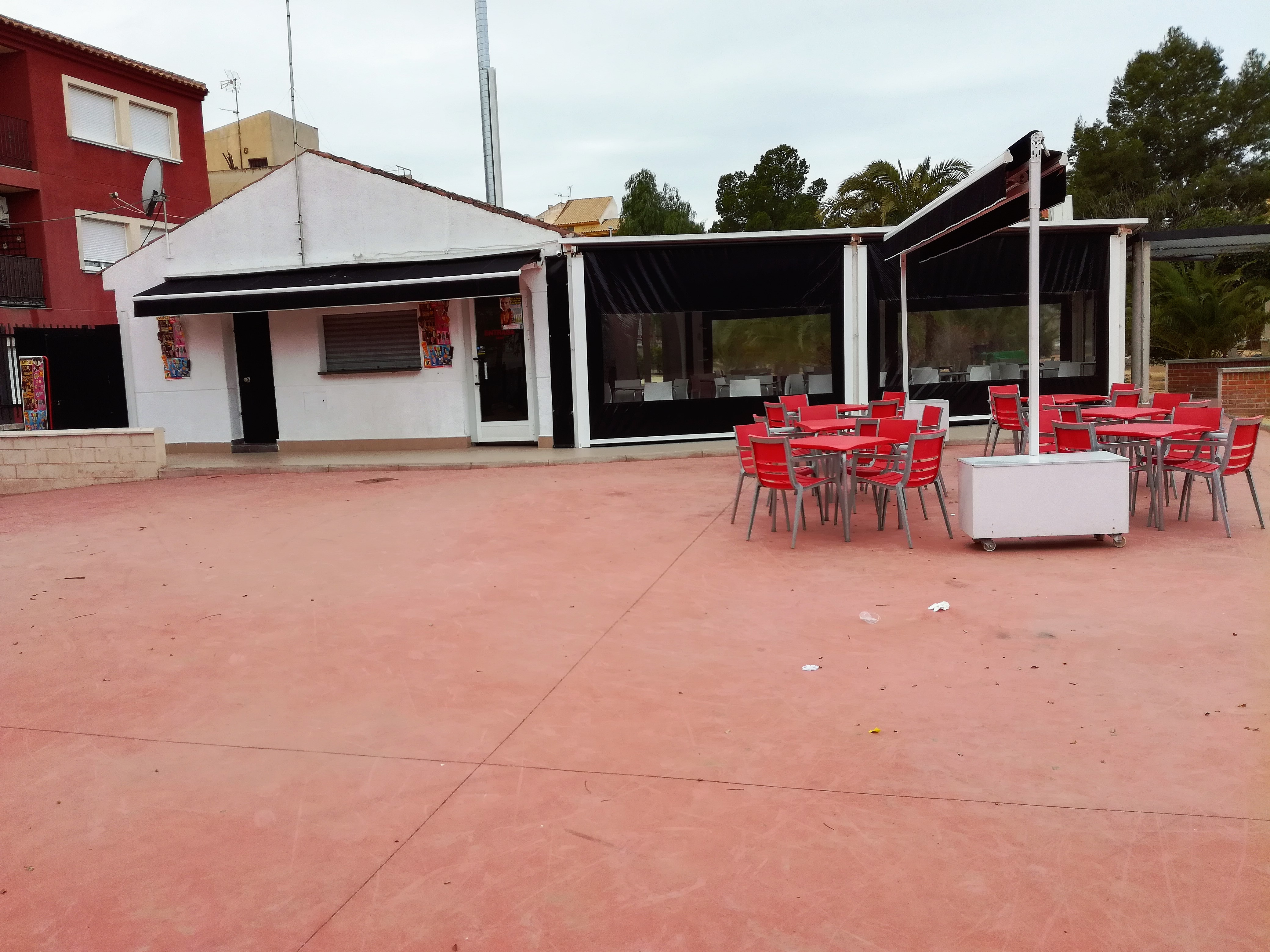
Bar-Chiringuito situado al otro extremo de la plaza en la que se encuentra el escenario
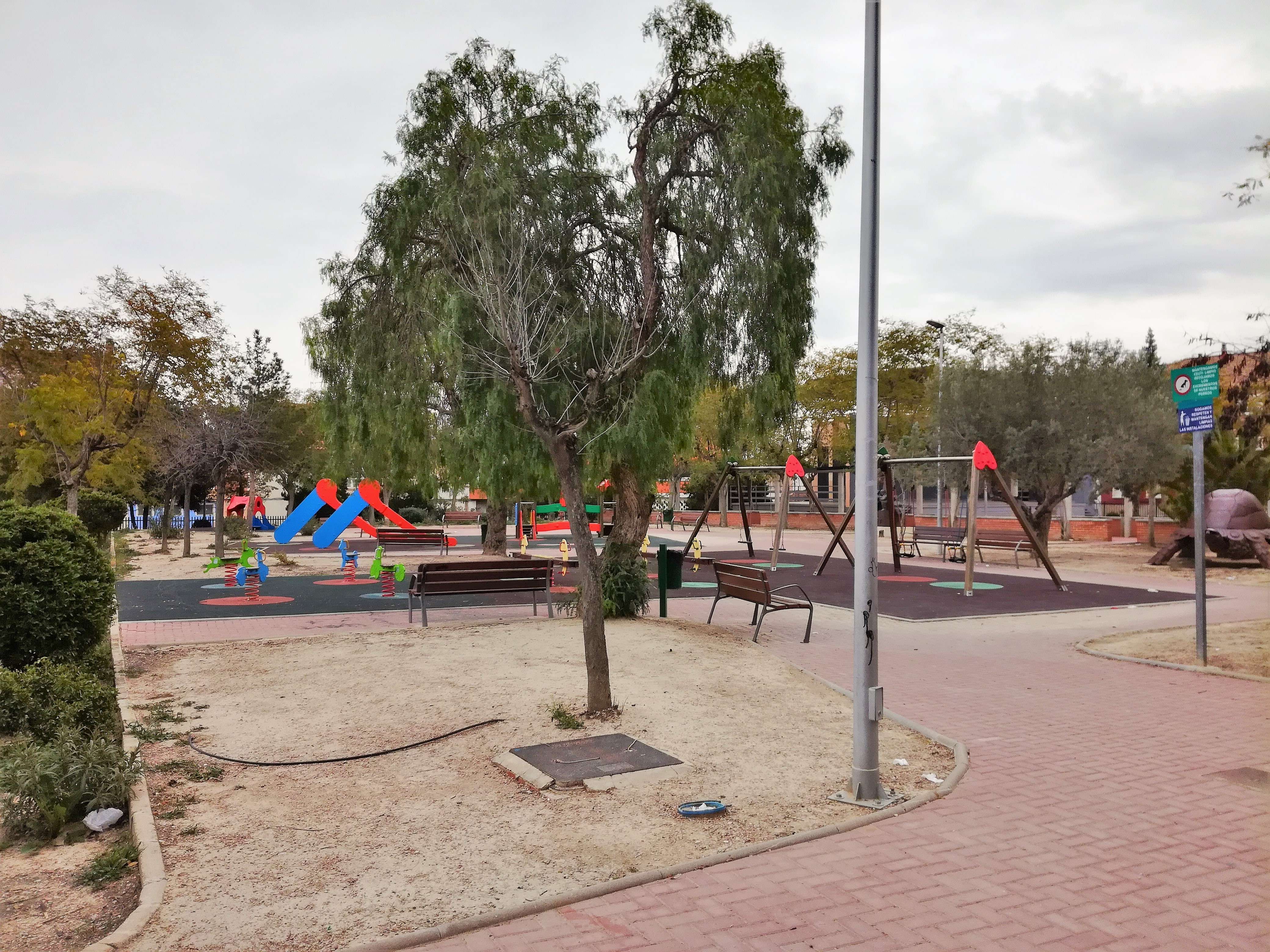
Zona infantil situada a la entrada del parque
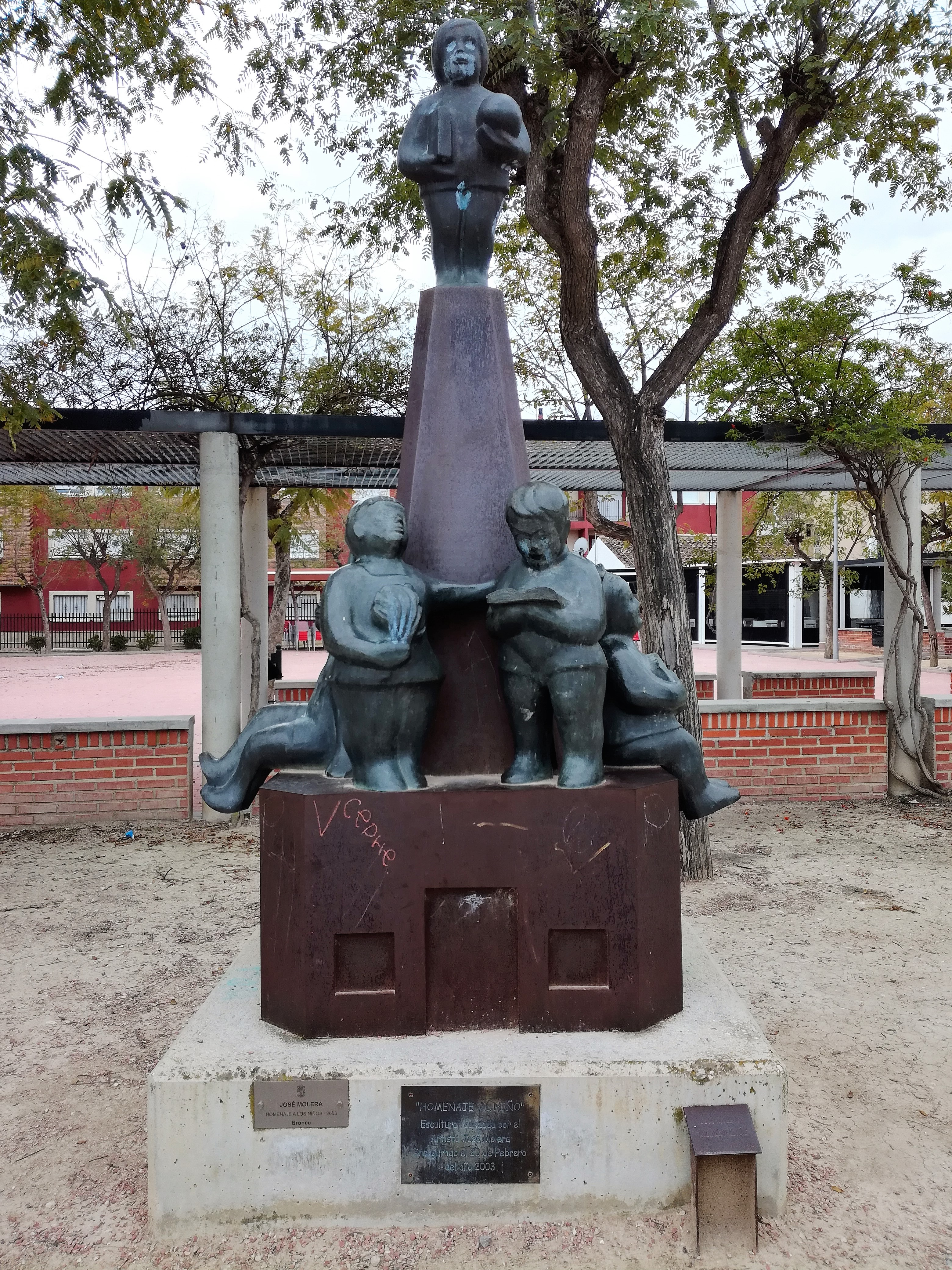
'Homenaje al niño, de José Molera
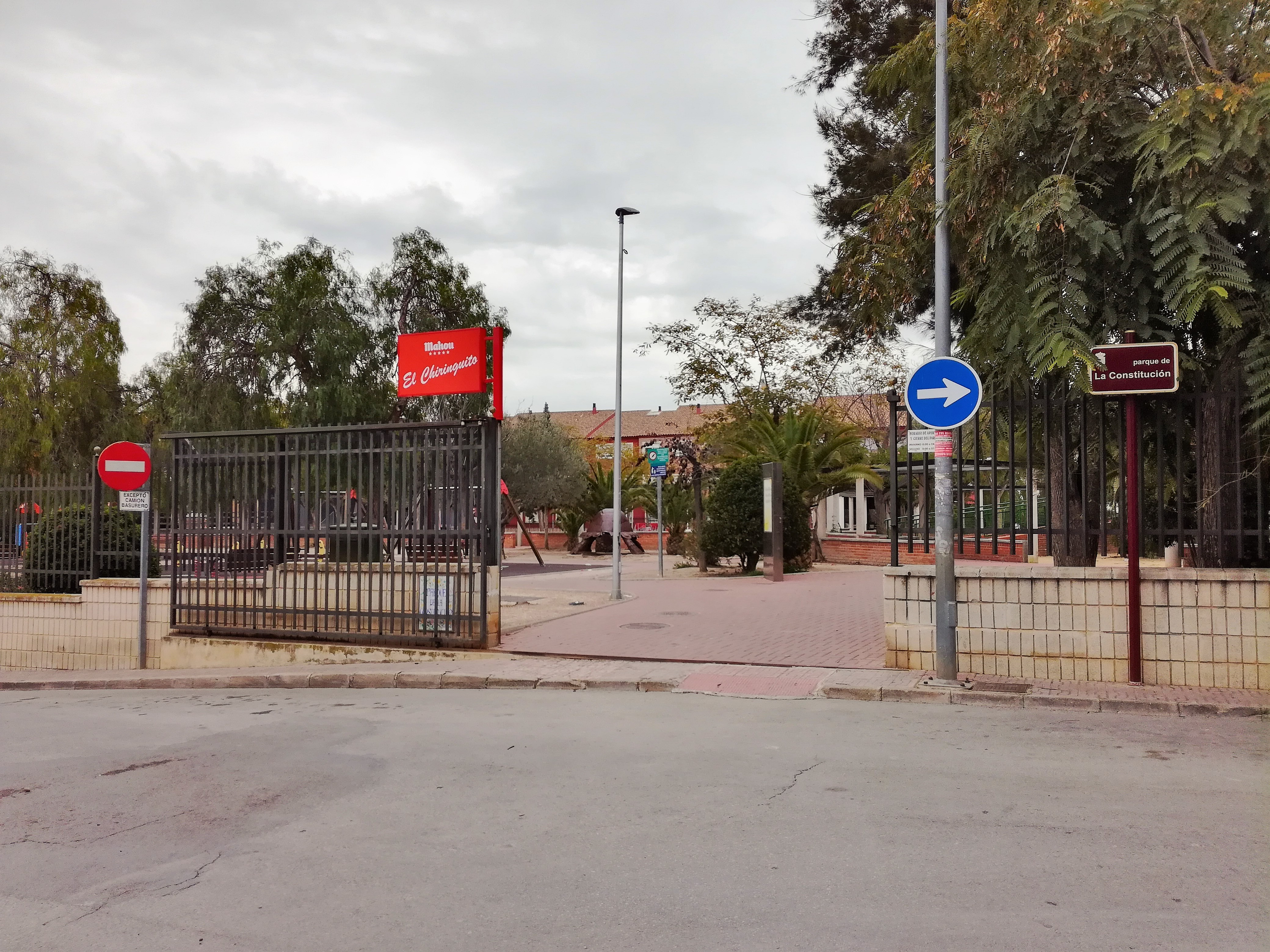
Entrada principal